# Postulat de Planck
Le postulat de Planck, l'un des principes fondamentaux de la mécanique quantique, est le postulat formulé par le physicien allemand Max Planck que l'énergie des oscillateurs dans un corps noir est quantifié, et donné par la relation
{\displaystyle E=nh\nu },
Avec {\displaystyle n} un entier (sans unité), {\displaystyle h} la constante de Planck (en {\displaystyle J.s}), et {\displaystyle \nu } (lettre grecque nu, pas le v de l'alphabet latin) la fréquence de l'oscillateur (en {\displaystyle s^{-1}})
Le postulat est introduit par Max Planck dans la dérivation de sa loi sur le spectre du corps noir en 1900. Cette hypothèse lui permet de dériver une équation pour le spectre du rayonnement émis par un corps noir. La mécanique classique étant incapable de justifier son postulat, Planck considère alors la quantification comme une astuce mathématique plus qu'un changement fondamental dans la compréhension du monde. En d'autres termes, Planck envisageait alors des oscillateurs virtuels.
En 1905, Albert Einstein adapte le postulat de Planck pour explique l'effet photoélectrique, mais il propose cette fois que l'énergie des photons elle-même soit quantifié (l'énergie du photon étant alors donné par la relation de Planck-Einstein), la quantification n'étant alors pas uniquement une caractéristique des oscillateurs microscopiques. Le postulat de Planck fut plus tard appliqué pour comprendre l'effet Compton, ainsi que par Niels Bohr pour expliquer le spectre d'émission de l'atome d'hydrogène et déduire la valeur correct de la constante de Rydberg.